# Dejan Zarubica
Dejan Zarubica (cyr. Дејан Зарубица; ur. 11 kwietnia 1993 w Nikšiciu) – czarnogórski piłkarz występujący na pozycji napastnika. Od 2018 roku jest zawodnikiem Iskry Danilovgrad.

## Życiorys
Jest wychowankiem Sutjeski Nikšić, klubu ze swojego rodzinnego miasta. W latach 2008–2012 trenował w juniorskim zespole serbskiej Crvenej zvezdy. W sierpniu 2012 powrócił do Sutjeski, dołączając do jej pierwszej drużyny. W styczniu 2014 został zawodnikiem serbskiego OFK Beograd. W 2015 roku został piłkarzem Sutjeski Nikšić. W sezonie 2015/2016, dzięki zdobytym 16 golom ligowym, zajął 3. miejsce w klasyfikacji strzelców Prvej crnogorskiej fudbalskiej ligi. 26 stycznia 2018 odszedł do Iskry Danilovgrad.